# 劉広標
劉 広標（りゅう こうひょう、リュウ・グアンビャオ、Liu Guangbiao 1978年9月5日 - ）は、中華人民共和国出身の元野球選手。
ポジションは二塁手。右投右打。
俊足と小技の上手さ、中国球界一の守備力を持ち合わせ、中国代表では2番を任せられることが多い。
2006年にはワールドベースボールクラシック中国代表に選出された。
また2009年にはワールドベースボールクラシック中国代表に、2大会連続で選出された。